# Asparagusinezuur

Thioacrylzuur-S-methylester

3-(methylthio)thiopropionzuur-S-methylester

Asparagusinezuur is een zwavelhoudend carbonzuur, dat naast zijn methylester in asperges voorkomt. Zijn metabolieten 2-propenthiozuur-S-methylester (thioacrylzuur-S-methylester) en 3-(methylthio)thiopropionzuur-S-methylester worden verantwoordelijk geacht voor de bijzondere en voor velen onaangename geur van de urine na het nuttigen van asperges.
Niet ieders neus is even gevoelig voor de typische geur. Ook zijn er significante afwijkingen in de concentratie van deze afbraakproducten in de urine gevonden. Er zijn duidelijke aanwijzingen dat zowel de intensiteit van de waarneming als de productiehoeveelheid van asparagusinezuur een erfelijke grondslag hebben. Voor- of nadelen voor de gezondheid zijn onbekend.

## Synthese
Asparagusinezuur kan uit 3,3'-dichloorisoboterzuur en natriumdisulfide (in situ uit natriumsulfide en zwavel toegankelijk) gemaakt worden.

## Thermische afbraak
Tijdens het koken van asperges wordt asparagusinezuur tot 1,2-dithiacyclopenteen en 1,2,3-trithiaan-5-carbonzuur afgebroken.
Asparagusinezuur helpt de plant waarschijnlijk bij de bescherming tegen schimmels en bacteriën.